# Руссель, Кер-Ксавье
Кер-Ксавье́ Руссе́ль (фр. Ker-Xavier Roussel) — французский художник-символист, представитель художественного направления Наби.

## Жизнь и творчество
Руссель родился в зажиточной парижской семье врача. Учился в лицее Кондорсе, где познакомился и подружился с такими в будущем известными художниками, как Эдуар Вюйар и Морис Дени. В 1887 году он поступает в художественную мастерскую Леона Диогена Мильяра. С 1888 по 1890 год Руссель, Дени и Вюйар продолжают обучение в парижской Школе изящных искусств, где знакомятся с Пьером Боннаром. В 1889 Руссель и Вюйар вступают в художественную группу наби. В 1891 Руссель впервые выставляет свои работы в галерее Ле Барк де Ботвиль (вместе с другими наби). Свои первые литографии художник печатает в журнале La Revue blanche.
В 1893 году художник женится на Мари Вюйар, сестре своего друга. В 1899 Руссели переселяются из Парижа в Этан-ла-Виль. В этом же году Руссель вместе с Вюйаром и Боннаром путешествует по Италии, посещает озеро Комо, Флоренцию и пр. В 1906 году Руссель совместно с Морисом Дени едет на Средиземное море. В Экс-ан-Провансе они посещают Сезанна, и в Сен-Тропе — Синьяка.
В книге американской писательницы Гертруды Стайн «Автобиография Алисы Б. Токлас» упоминается разговор Русселя с Теодором Дюре в магазине Амбруаза Воллара, состоявшийся в 1904 году:

Руссель, из группы Вюйллара-Боннара, бывших импрессионистов, пожаловался что он и его друзья не имеют признания, им даже не дают выставляться в салоне. Дюре ласково на него посмотрел, мой юный друг, сказал он, есть два вида искусства, никогда не забывайте об этом, есть искусство и есть официальное искусство. Как же вы, мой бедный юный друг, можете надеяться войти в официальное искусство. Да вы только на себя посмотрите. Предположим какая-нибудь важная персона приезжает во Францию и хочет познакомиться с представителями искусства и заказать свой портрет. Мой дорогой юный друг, вы только на себя посмотрите, важная персона придет в ужас от одного вашего вида. Вы милый молодой человек, воспитанный и умный, но на важное лицо вы произведете совсем другое, ужасное впечатление. Нет, в качестве представителя искусства им нужен человек среднего роста с брюшком, одетый не слишком шикарно а так как одеваются в его кругу, не лысый и не прилизанный, и чтобы почтительно кланялся. Теперь вы сами понимаете что вы не годитесь. Так что не говорите об официальном признании а если заговорите то посмотрите в зеркало и вспомните о важных персонах. Нет, мой дорогой юный друг, есть искусство и есть официальное искусство, так всегда было и будет.

С 1908 Руссель, наряду с Полем Серюзье, Аристидом Майолем, Вюйаром, Феликсом Валлотоном, становится профессором в открытой в том же году Академии Рансона. В 1911—1913 годах художник занимается декоративным украшением Театра Елисейских Полей, в частности, проектировал его занавес. Во время Первой мировой войны Руссель живёт в Швейцарии и работает для Музея искусств Винтертура.
В 1926 году Руссель был удостоен престижной премии Карнеги, присуждаемой Музеем Карнеги в Питсбурге. В 1937 году Руссель вместе с Вюйаром и Боннаром работали над оформлением Национального театра Шайо в Париже. В 1938 художник занимался оформлением дворца Лиги Наций в Женеве, исполняя одиннадцатиметровую декоративную панель под названием Pax Nutrix.
Кер-Ксавье Руссель умер в 1944 году в своем доме в Л’Этан-ла-Виль в Ивелине.

## Галерея

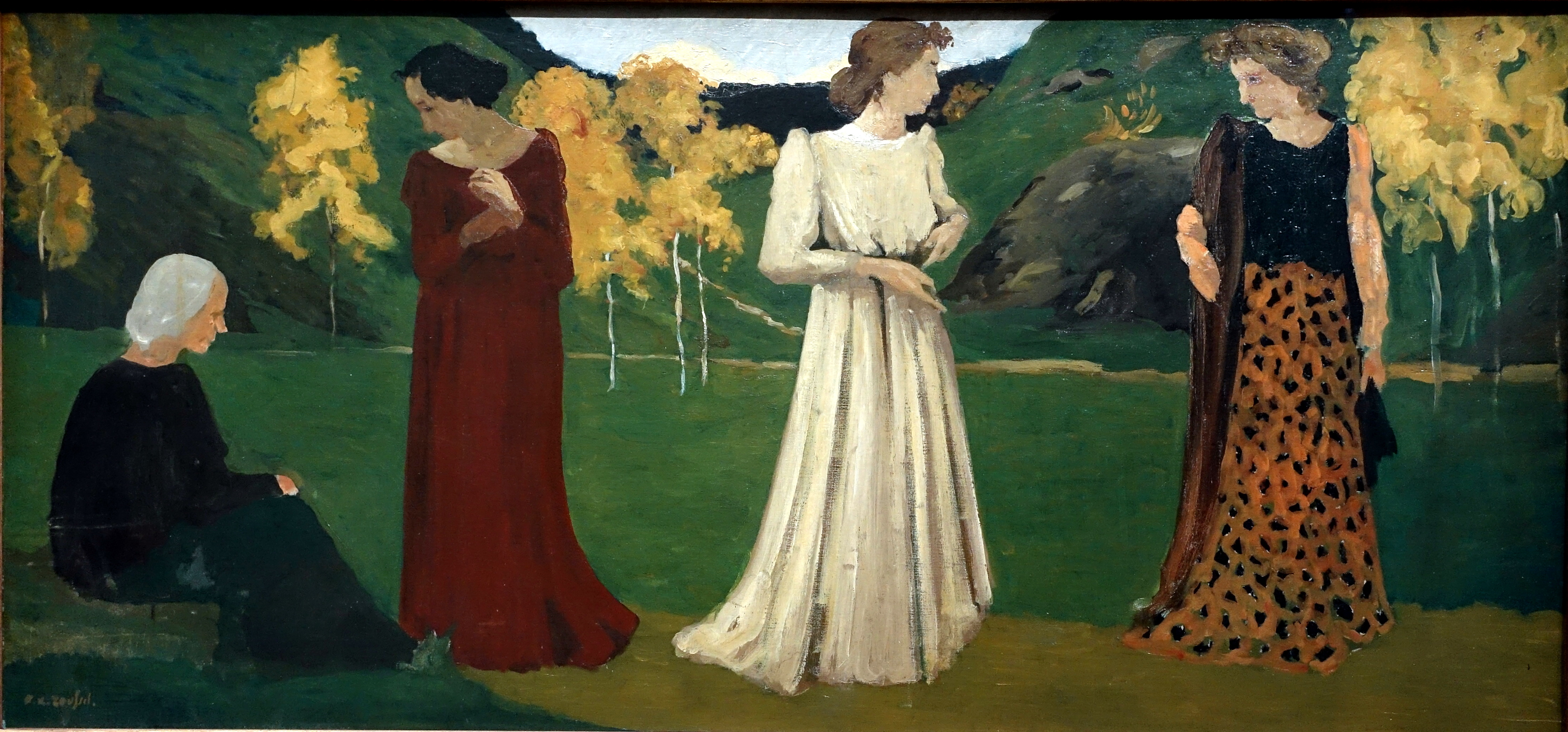
Этапы жизни. Ок. 1892—1895
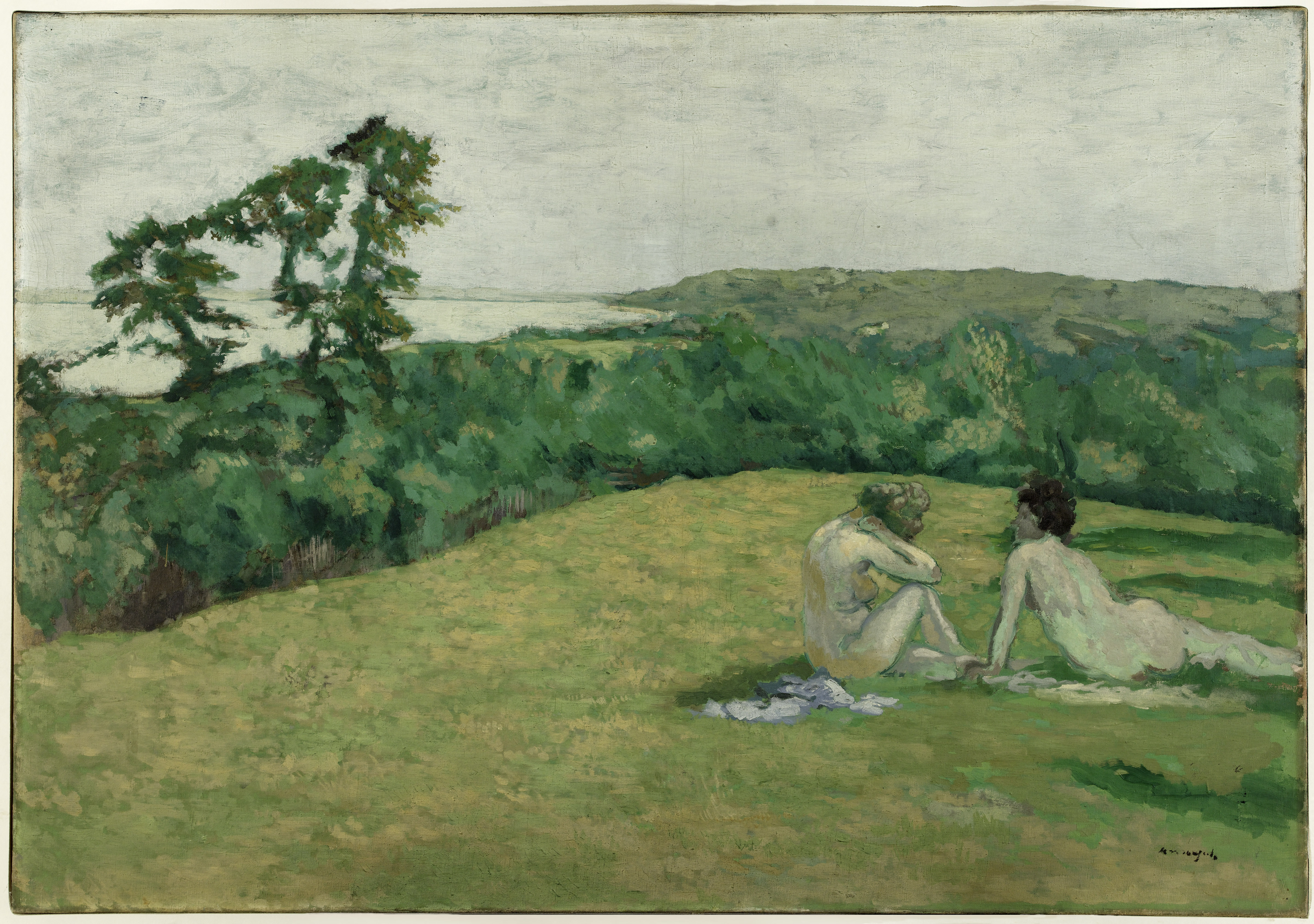
У моря. До 1910
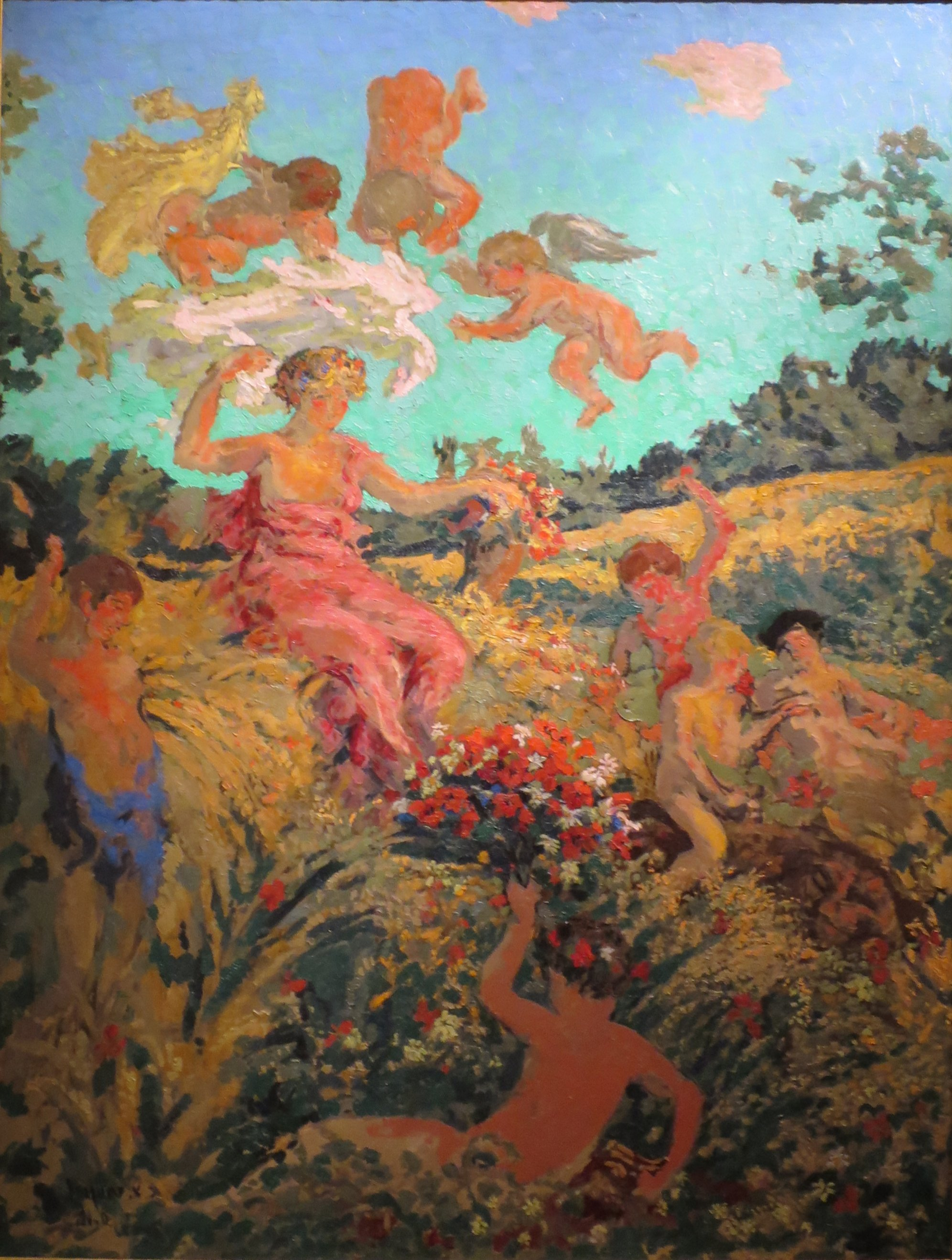
Сельский праздник. Лето. 1911—1913
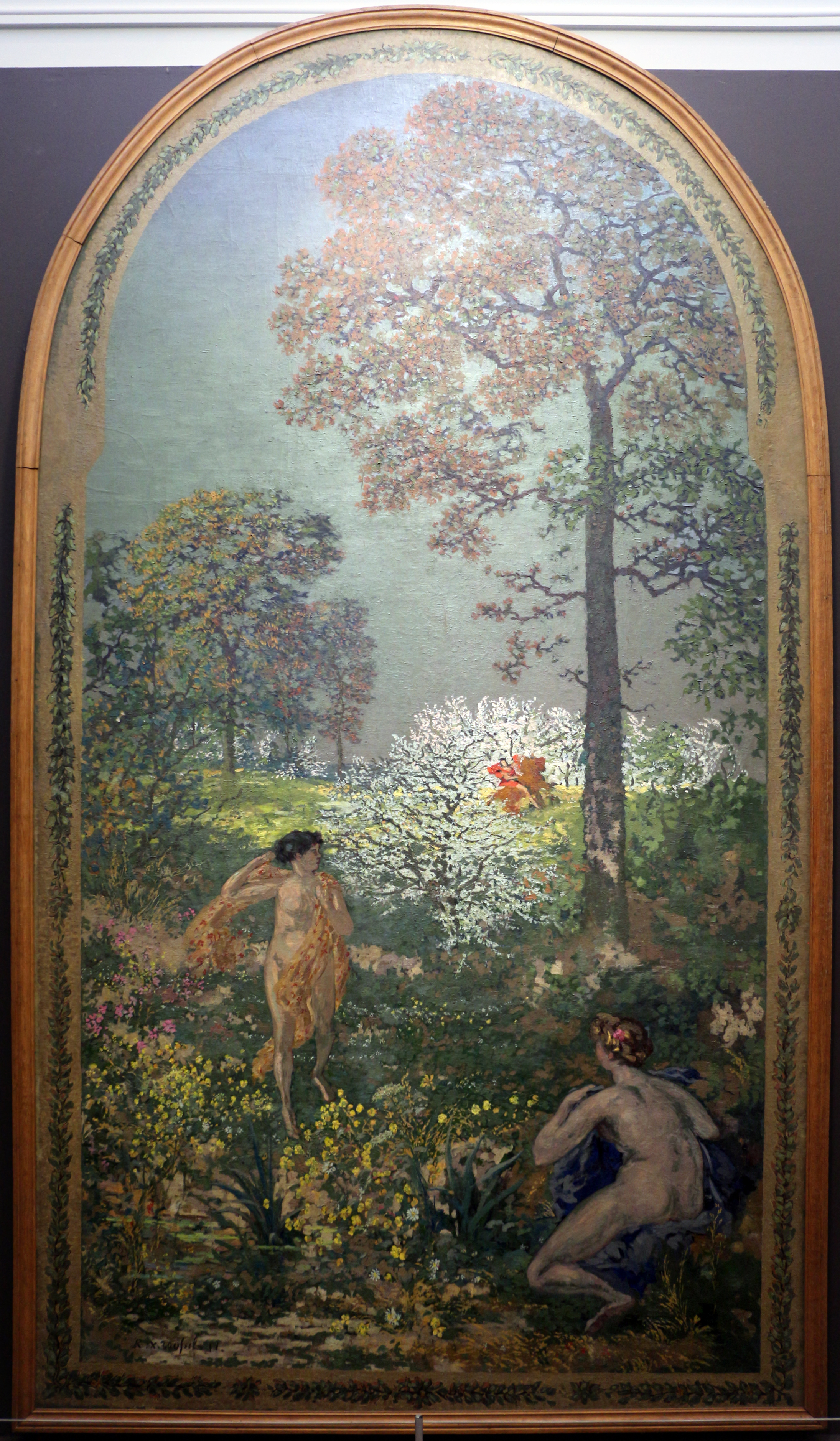
Похищение дочерей Левкиппа. Ок. 1924